# Masia l'Hom
La Masia l'Hom és una obra de Rupit i Pruit (Osona) inclosa a l'Inventari del Patrimoni Arquitectònic de Catalunya.

## Descripció
Masia de planta rectangular coberta a dues vessants i amb el carener perpendicular a la façana, orientada a llevant. Està assentada damunt la pedra. El portal és rectangular amb una llinda esculturada, la finestra del damunt té l'ampit motllurat. La llinda té un sobre arc al damunt. Les obertures de la façana es distribueixen simètricament. El mur de migdia és gairebé cec. A ponent s'hi adossa un cos cobert a una vessant que serveix de corral. La lliça és de pedra.
És construïda amb pedra sense polir, amb els elements de ressalt de pedra picada.

## Història
Antic mas registrat al fogatge de la parròquia i terme de Sant Andreu de Pruyt de l'any 1553. Aleshores habitava el mas un tal Lorens Hom. És una masoveria de les Viles de Pruit.
Com es pot observar per les dates constructives, el mas fou reformat i ampliat als segles XVII i XIX. Al portal de llevant s'hi pot llegir: AVE MA 1693 RIA / SIN PECADO CONCEBIDA / 	ME FESIS SAGISMUNDU HOM. A la finestra de tramuntana hi diu: JOAN HOM 1862. A la finestra de llevant hi ha escrit: 1880.
Aquest mas termeneja amb el municipi de Tavertet i està habitat.